# 相原正一郎
相原 正一郎（あいはら しょういちろう、1910年 <明治43年> 10月25日 - 1994年 <平成6年> 6月7日）は、日本の経営者。日本勧業角丸証券社長、平和不動産社長を務めた。京都府出身。位階は正五位。

## 来歴・人物
1933年に京都帝国大学経済学部を卒業し、同年に日本勧業銀行に入行。1962年11月に日本勧業証券副社長に就任し、1964年11月には社長に昇格し、1967年10月に発足した日本勧業角丸証券でも社長を務めた。1970年11月から1975年11月までに東京証券取引所副理事長を務め、1977年6月から1987年6月までに平和不動産社長を務めた。
1976年9月に藍綬褒章を受章し、1982年4月に勲三等瑞宝章を受章。
1994年6月7日急性心不全のために死去。83歳没。死没日付をもって正五位に叙された。